# Pont Louis-Philippe
De Pont Louis-Philippe (Nederlands: Lodewijk-Filipsbrug) is een brug over de rivier de Seine in de Franse hoofdstad Parijs, gebouwd tussen 1860 en 1862.

## Geschiedenis

### Voorgaande bruggen
Op 29 juli 1833 legt Lodewijk Filips I van Frankrijk, ter ere van zijn troonsbestijging aan het eind van de Julirevolutie, de eerste steen van een hangbrug in het verlengde van de Rue de la Pont Louis-Philippe (die datzelfde jaar het daglicht zag). De brug, gebouwd door de architect Marc Seguin en zijn broers, overbrugde de Seine op schuine wijze tot aan de Quai aux Fleurs, waarbij hij langs het Île Saint-Louis. Een jaar later, op 26 juli 1834, werd hij geopend voor het verkeer. Na de Februarirevolutie van 1848, waarin de brug door brand zwaar beschadigd raakte, werd hij gerestaureerd en Pont de la Réforme gedoopt.

### De huidige brug

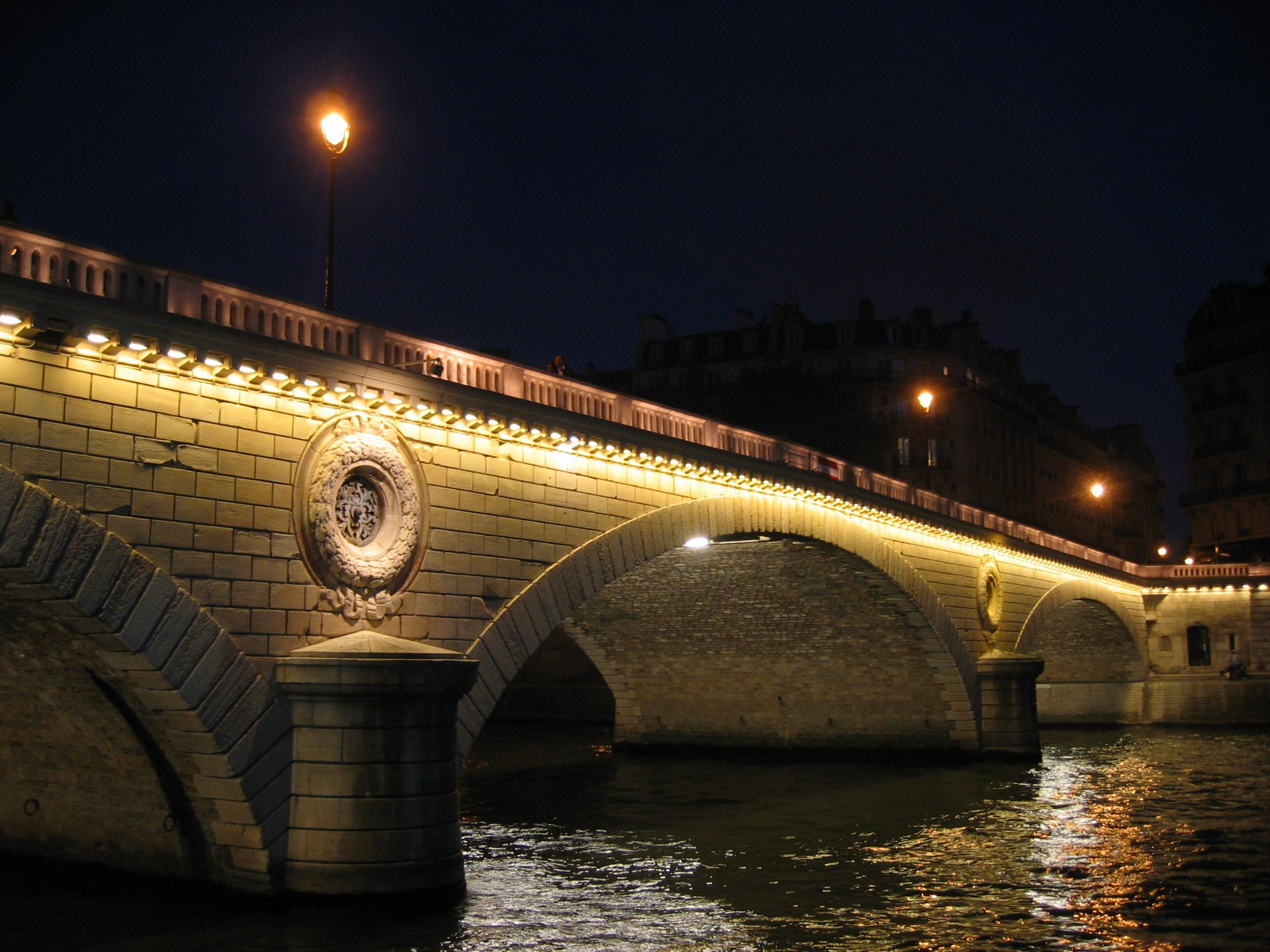
De brug bij nacht

Om het hoofd te bieden aan het constant groeiende verkeer in de hoofdstad (de tolpoortjes waren tijdens de brand vernietigd), werd de Réforme in 1860 afgebroken en vervangen door de huidige brug. Deze werd ontworpen en gebouwd door de ingenieurs Edmond-Jules Féline-Romany en Jules Savarin tussen augustus 1860 en april 1862, enkele meters stroomopwaarts van de voorgaande. Ditmaal werd de brug loodrecht op de Seine geplaatst, over de hele lengte. Hij werd geopend in april 1862. Elk van de 4 meter brede pilaren is versierd met een stenen bladerkrans die een metalen rozet omcirkeld.
In sterk contrast met zijn tijdgenoot, de Pont de Bercy, is de Louis-Philippe slechts één keer gerestaureerd sinds de bouw; in 1995 werd het stenen hekwerk, zwaar aangetast door weer en wind, vervangen.

## Bouw in beeld

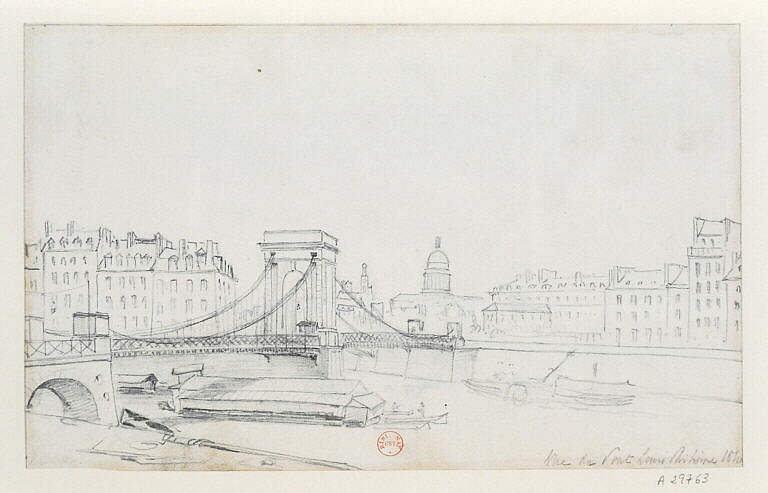
Tekening uit 1840
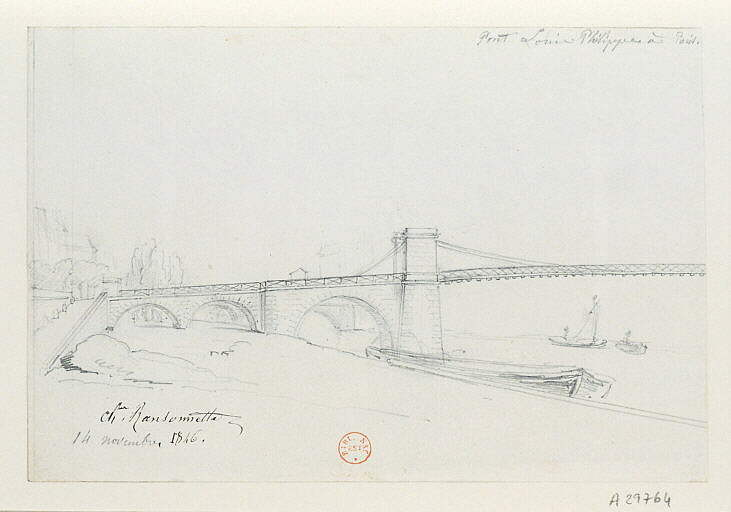
Tekening uit 1846
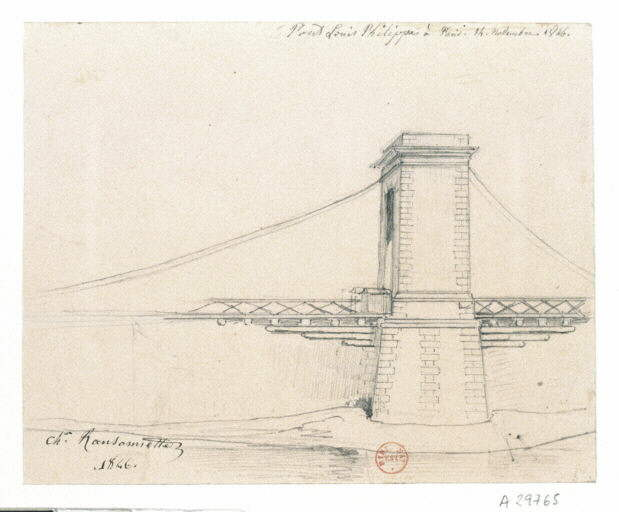
Tekening uit 1846

## Locatie
De brug verbindt het Île Saint-Louis, een van de twee eilanden in de Seine, met het Quartier Saint-Gervais in het 4e arrondissement.